# Brassaï

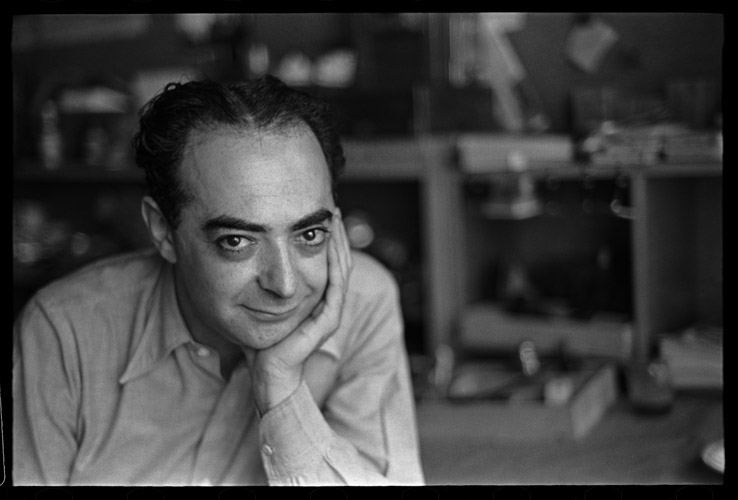
Porträt von Brassaï, aufgenommen 1936 in Paris, von Emiel van Moerkerken

Brassaï (* 9. September 1899 in Kronstadt (Österreich-Ungarn); † 8. Juli 1984 in Nizza) war ein französischer bildender Künstler und Fotograf, ungarischer Herkunft.

## Leben
Der bürgerlich als Gyula Halász Geborene nahm das Pseudonym „der aus Brassó Stammende“ (Brassaï) an. Nach Studien in Ungarn und Deutschland kam er 1924 nach Paris. Sein Freund André Kertész überredete ihn, seine Faszination für das Pariser (Nacht-)Leben in Fotos einzufangen. 1933 erschien sein Fotobuch Paris de Nuit, das ihn sofort berühmt machte. Kurz darauf wurde er zur Ausstellung Photography: 1839–1937 des Museums of Modern Art eingeladen. Brassaï war vielseitig talentiert und beschränkte sich nicht auf die Fotografie: Er konnte zeichnen, malen, bildhauern und schreiben. Er pflegte unter anderem Freundschaften mit Pablo Picasso, dem deutsch-britischen Fotografen Bill Brandt und dem amerikanischen Schriftsteller Henry Miller. Berühmt wurde sein Buch Conversations avec Picasso, das er 1964 veröffentlichte. 1975 wurde sein Buch Henry Miller – Die Pariser Jahre veröffentlicht.
Brassaïs Grab befindet sich auf dem Friedhof Montparnasse in Paris.
Seit 1977 gibt es in Paris an der Rue Eugène-Atget im 12. Arrondissement den nach ihm benannten Jardin Brassaï.

## Werk
Brassaïs Arbeiten sind wegweisend für seine Zeit, da er die damals schwierige Technik der Fotografie bei Nacht meisterte. Dabei blieb er nicht im Technischen stecken; vielmehr drückte er in seinen Aufnahmen seine Liebe zu Paris und zu seinen Bewohnern aus. Er verfügte über ein scharfes Auge „für das, was sich zwischen den Menschen des Schattens abspielt. … Brassaï ist in die Eingeweide der Stadt hineingestiegen und hat ihnen menschliche Schicksale entlockt, die wir nicht kannten“ (L. Fritz Gruber).
Seine Bilder sind immer aufrichtig und überzeugend, weil er die Dargestellten nicht überfiel, sondern sie – auch wenn sie der „Unterwelt“ angehörten – zu vertrauensvoller Zusammenarbeit gewinnen konnte. Auch wenn er Schwächen sichtbar machte, machte er nicht lächerlich; eher ist ein leises Schmunzeln spürbar.
Brassaï selber sagte dazu: There are many photographs which are full of life but which are confusing and difficult to remember. It is the force of an image which matters. (dt.: „Es gibt viele Fotos, die voller Leben, aber die unübersichtlich und schwer zu merken sind. Es ist die Kraft des Bildes, die zählt.“)
Weniger bekannt ist, dass Brassaï – neben Man Ray – auch der Fotograf der Surrealisten war. Er nahm Kristalle und Gewächse so auf, dass sie ihrem gewöhnlichen Zusammenhang entzogen wurden und zu freien Wesenheiten mutierten. So konnten sie ihre imaginäre Kraft ohne inhaltliche Zwänge entfalten.
Ein Pionier war Brassaï auf dem Gebiet der Graffiti-Fotografie. Bei nächtlichen Spaziergängen durch Paris seit den zwanziger Jahren fand er Gefallen an den zahlreichen in Mauern eingeritzten Wandbildern und begann sie fotografisch festzuhalten. Doch waren diese Fotografien nicht rein dokumentarisch, sondern durch das Streiflicht, das die Einritzungen in den Wänden kontrastreich hervorhebt, und durch die Auswahl des Ausschnitts mit künstlerischem Anspruch entstanden. Brassaï veröffentlichte 1933 neun dieser Fotografien gemeinsam mit dem kurzen Essay „Von der Höhlenwand zur Fabrikmauer“ (französischer Originaltitel: Du mur des cavernes au mur d’usine) auf zwei Seiten in der Zeitschrift der Surrealisten, Le Minotaure. Dort schreibt Brassaï in poetischer Sprache ein Plädoyer für die Graffiti, die er als ursprüngliche und authentische Kunstform würdigt. Er erhielt daraufhin viel positive Resonanz und regte andere Künstler, wie zum Beispiel Jean Dubuffet, zur Auseinandersetzung mit Mauern und ihren Graffiti an.
Während es schon zu seinen Lebzeiten etliche Fotoausstellungen von ihm in Amerika und Wanderausstellungen in Europa gab, schätzte man ihn in Frankreich vor allem für seine Zeichnungen und Skulpturen.
Für Harper’s Bazaar fotografierte er jahrelang Reisereportagen über Griechenland, die Türkei, Italien, Spanien, Schweden, Marokko und aus den USA über Louisiana und New York.
Auch zwei Filme hat er gemacht und in Cannes 1956 dafür einen Preis erhalten. Mit 75 Jahren wurde er gemeinsam mit seinem Freund Ansel Adams zu Les Rencontres d’Arles eingeladen und vom dortigen jungen Publikum gefeiert.
Als Medailleur schuf Brassaï u. a. eine Medaille auf Picasso für den Club français de la médaille.
Zwei zeitgleiche Ausstellungen im Juni 2011 in Berlin, kuratiert von Kylikki Zacharias, widmeten sich in Retrospektiven unterschiedlichen Aspekten von Brassaïs Werk. Die Sammlung Scharf-Gerstenberg zeigte Graffiti-Fotos, die der Fotograf über viele Jahre an Pariser Hauswänden entdeckt und aufgenommen hat. Die räumlich benachbarte Sammlung Berggruen bot Künstlerporträts von Pablo Picasso über Henri Matisse bis Georges Braque.

## Weitere Ausstellungen (Auswahl)
- 2000: Brassaï – Centre Pompidou (Paris, Centre Pompidou)[6]
- 2003: Brassaï – Das Auge von Paris (Kunstmuseum Wolfsburg)[7]
- 2007: Brassaï – Retrospektive (Berlin, Martin-Gropius-Bau)[8]
- 2014: Pour l’amour de Paris (Paris, Hôtel de Ville)[9]
- 2021: El París de Brassaï. Fotos de la ciudad que amó Picasso (Málaga, Museo Picasso Málaga)[10]
- 2024: Brassaï. L’occhio di Parigi. Palazzo Reale, Mailand,[11]

## Werke (Bücher)
- Paris de Nuit. 60 Photos Inedites de Brassai (Signed by Brassai). Hrsg. Paul Morand. Edition Arts et Metiers Graphiques, Paris, 1933.
- Brassaï. Pablo Picasso Gespräche mit Picasso. (Originaltitel: Conversations avec Picasso.) Übersetzt von Edmond Lutrand. Kampa, 1964. ISBN 978-3-311-14046-7
- Proust und die Liebe zur Photographie. Text und 16 Bilder von B. Aus dem Franz. Marcel Proust sous l’emprise de la photographie Übers. Max Looser. Suhrkamp, Frankfurt am Main 2001, ISBN 3-518-41217-5.
- Henry Miller. Grandeur Nature. 16 photographs de l’auteur. Gallimard, Paris 1975. Deutsche Übersetzung:

Henry Miller in Paris. Aus dem Franz. von Rudolf Kimmig. Fischer, Frankfurt a. M. 1981. (Fischer-Taschenbücher. 5104). ISBN 978-3-596-25104-9